# Япаскурт, Олег Васильевич
Олег Васильевич Япаскурт (14 января 1936, Лопандино, Западная область ― 6 августа 2016, Москва) ― советский и российский геолог, доктор геолого-минералогических наук (1987), профессор (1992), Заслуженный деятель науки Российской Федерации (1996), Заслуженный профессор Московского университета (2005) и Почётный разведчик недр.

## Биография
Родился 14 января 1936 года в посёлке Лопандино Комаричского района Западной области (ныне Брянской области) в семье служащего.
В 1953—1958 годах учился в Московском геологоразведочном институте им. С. Орджоникидзе (МГРИ), окончил его с отличием.
Был распределён на работу во Всесоюзный Аэрогеологический трест Министерства геологии и охраны недр СССР, участвовал в проведении государственной геологической съёмки в труднодоступных районах Горного Алтая и Забайкалья.
В 1962 году перешёл в Центрально-Казахстанскую экспедицию Геологического факультета МГУ, в составе большого коллектива геологов он стал заниматься картированием отложений докембрия и палеозоя.
В 1971 году, под руководством профессора Г. Ф. Крашенинникова, защитил кандидатскую диссертацию по теме «Стратиграфия и литологические особенности докембрия восточного крыла Майтюбинского антиклинория (Улутау, Центральный Казахстан)».
В 1987 году защитил докторскую диссертацию по теме «Литология терригенных формаций миогеосинклинальных осадочно-породных бассейнов верхоянского комплекса».
В 1983 году стал преподавателем только что открывшейся кафедры литологии и морской геологии Геологического факультета МГУ. Создал эту кафедру член-корреспондент АН СССР П. П. Тимофеев. В 1994 году был избран на должность заведующего кафедрой, которую он возглавлял до последних дней жизни.
В 1992 году ему было присвоено звание профессора. В МГУ читал ряд курсов:
- Учение о геологических осадочных формациях
- Современные проблемы литологии
- Литология
- Стадиальный анализ литогенеза
- Генетическая минералогия осадочных образований континентов и океанов: геоминералогия
- Аутигенное минералообразование
- Методы исследования метаморфизованных осадочных образований
- Стадии литогенеза осадочных образований
- Эндогенный и экзогенный рудогенез и его эволюция в истории Земли
- Системный анализ литогенетических процессов".

Организовал и проводил учебные практики по литологии в Казахстане и на Южном Кавказе, он участвовал в проведении учебных геологических практик в Крыму и ГДР.
В 1999―2014 годах возглавлял по совместительству лабораторию литогенеза ГИН РАН, являлся главным научным сотрудником.
Область научных интересов: Литология, Палеогеография, Петрология метаморфических комплексов и Региональная геология.
Входил в состав редколлегий нескольких научных журналов: «Литология и полезные ископаемые», «Бюллетень МОИП» и «Вестник МГУ».
Скоропостижно скончался 6 августа 2016 года в Москве.

## Награды и звания
- Медаль «Ветеран труда»,
- Заслуженный деятель науки Российской Федерации (1996),
- Почётный разведчик недр,
- Заслуженный профессор Московского университета (2005),
- Доктор геолого-минералогических наук (1987),
- Награждён медалями, грамотами от Ректората МГУ и Министерства природных ресурсов РФ.

## Членство в организациях
- 1992 — возглавлял Секцию осадочных пород МОИП.
- 1999―2013 — возглавлял Междуведомственный литологический комитет (МЛК РАН).
- 2013 году ― председатель Научного совета по проблемам литологии и полезных ископаемых Отделения наук о Земле РАН (НС ЛОПИ ОНЗ РАН).

Председатель диссертационного совета геологического факультета Московского государственного университета по специальностям «Литология» и «Геология, поиски и разведка нефтяных и газовых месторождений», член двух диссертационных советов (МГУ и ГИН РАН).